# Eisenbahnunfall von Pioltello
Koordinaten: 45° 28′ 58″ N, 9° 18′ 45″ O

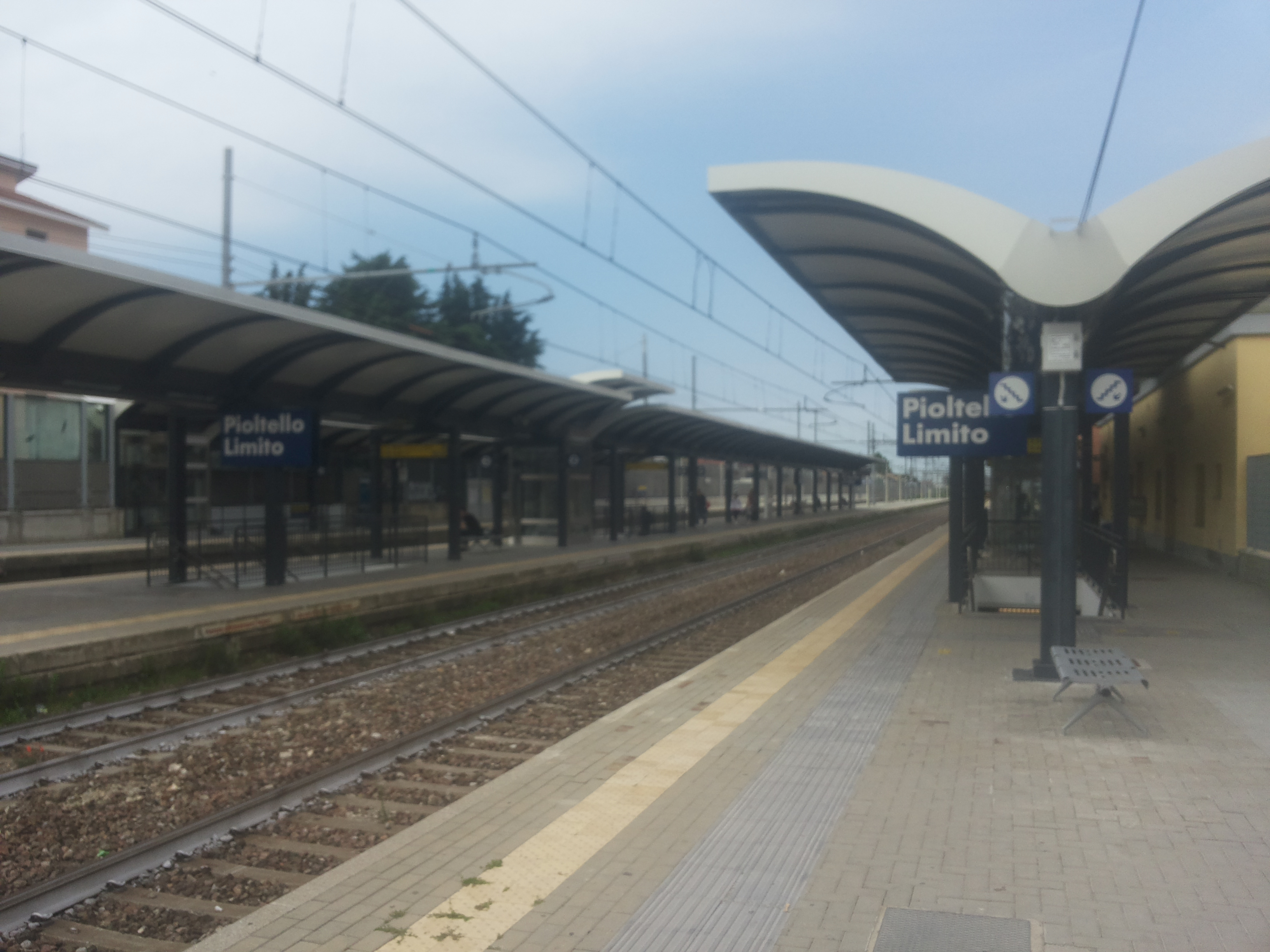
Bahnsteig Pioltello-Limito in Blickrichtung zur Unfallstelle (Foto 2015)

Lage der Wagen nach dem Unfall

Bei dem Eisenbahnunfall bei Pioltello am 25. Januar 2018 entgleiste ein Regionalzug aufgrund eines Schienenbruchs. Drei Menschen starben.

## Ausgangslage
Pioltello liegt circa acht Kilometer östlich der Innenstadt im Osten des Ballungsraumes Mailand auf einer Höhe von 117 m s.l.m.
Erst am 11. Januar 2018 war die Bahnstrecke Mailand–Venedig im späteren Unfallbereich mit einem Gleismesszug überprüft worden, was alle 14 Tage geschieht, und es war vorgesehen, das abgefahrene Gleis auszutauschen. Die Strecke ist eine der höchst frequentierten im italienischen Eisenbahnnetz. Der bauliche Zustand der Strecke wurde seitens der Presse bereits zuvor bemängelt. In Fahrtrichtung auf Mailand zu lag die Unfallstelle etwa einen Kilometer westlich des Bahnhofs Pioltello-Limito bei Streckenkilometer 12,4 / 4,8.
Der Regionalzug R 10452 der lombardischen Eisenbahngesellschaft Trenord war von Cremona nach Mailand zum Bahnhof Milano Porta Garibaldi unterwegs. Er bestand aus fünf Personenwagen, die von einer Elektrolokomotive der Baureihe E.464 geschoben wurden. Im Zug befanden sich etwa 350 Menschen.

## Unfallhergang
Um 6:57 Uhr entgleiste der dritte Wagen des Zuges als dieser mit einer Geschwindigkeit von etwa 140 km/h unterwegs war. Dabei entgleiste mindestens ein Drehgestell, was auch ein Video des Zuges bei der Durchfahrt durch den Bahnhof Pioltello-Limito zeigt. Nach dem Unfall wurde an der Stelle, an der der Zug ursprünglich entgleist war, festgestellt, dass von einem 23 cm langen Stück Schiene der Schienenkopf abgebrochen war.
Der Lokomotivführer begann noch mit einer Notbremsung. Als zwei Wagen aus dem Zugverband ausbrachen, rissen sie drei Oberleitungsmaste um und blieben an einem vierten hängen, womit der Zug zum Stillstand kam. Von der ursprünglichen Entgleisungsstelle bis zum Stillstand an einer schwer zugänglichen Stelle zwischen den Ortschaften Seggiano di Pioltello und dem Haltepunkt Segrate fuhr der Zug noch etwa zwei Kilometer. Der mittlere Wagen knickte bei der Kollision mit dem Oberleitungsmast etwa 40° um seine vertikale Achse.

## Folgen
Bei dem Unfall starben drei Menschen, zehn wurden darüber hinaus schwer und etwa 100 leicht verletzt.
Die Strecke wurde auf dem Abschnitt zwischen Mailand und Brescia für etwa 24 Stunden gesperrt und ging danach allmählich wieder in den fahrplanmäßigen Betrieb.
Die Staatsanwaltschaft leitete gegen vier Personen ein Verfahren wegen Gefährdung des Bahnverkehrs ein: die Geschäftsführerin und den Betriebsdirektor von Trenord, den Geschäftsführer und den Generaldirektor des Eisenbahninfrastrukturbetreibers Rete Ferroviaria Italiana (RFI). Das Ministerium für Infrastruktur und Verkehr hat unabhängig davon eine weitere Untersuchung eingeleitet.